# Sint-Annakapel (Assenede)

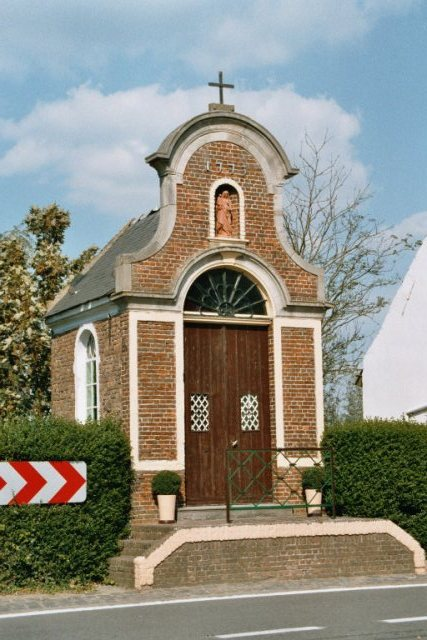
Sint-Annakapel

De Sint-Annakapel is een wegkapel in de Oost-Vlaamse plaats Assenede, gelegen aan de Prins Boudewijnlaan.
Volgens de overlevering werd de kapel gebouwd op de plaats waar een dronkaard een, uit een andere kapel gestolen, Mariabeeld in een sloot heeft geworpen. Een week later zou de dronkaard zijn verdronken.
In 1640 was al een kapel op deze plaats bekend, en was er een ommegang die van de parochiekerk naar de kapel voerde.
In 1773 werd een nieuwe kapel gebouwd. De voorgevel met de halsgevel is van ongeveer 1900 en het bordes voor de kapel van 1930. In de nis van de voorgevel bevindt zich een beeldje van Sint-Anna-te-Drieën, van 1944.
Het interieur van de kapel is nog authentiek. Het altaartje heeft een retabel in rococostijl.